# Нидерхозенбах
Нидерхозенбах (нем. Niederhosenbach) — община в Германии, в земле Рейнланд-Пфальц. Входит в состав района Биркенфельд. Подчиняется управлению Херрштайн.
Расположена к северо-востоку от города Биркенфельд. Население составляет 320 человек (на 31 декабря 2010 года). Занимает площадь 7,43 км².

## Достопримечательности
Лютеранская церковь — объект культурного наследия.